# Estádio Rei Pelé
Estádio Rei Pelé, popularmente conhecido como "Trapichão", é um estádio de futebol, localizado no bairro do Trapiche da Barra, na cidade de Maceió, capital do estado de Alagoas, Brasil.
As equipes alagoanas CRB e CSA lhe utilizam habitualmente. Atualmente o estádio tem capacidade para 20.800 pessoas.
É o único do Brasil com o nome do jogador Pelé, apelidado de "Rei". Nas instalações do Rei Pelé estão o Museu dos Esportes Edvaldo Alves Santa Rosa, o Hall da Fama e o Memorial Rainha Marta.

## História
O Trapichão seria chamado na época de Lamenha Filho, governador que construiu a praça esportiva, em 1970, mas o tricampeonato mundial da Seleção fez o político mudar de ideia.
Foi inaugurado no dia 25 de outubro de 1970 com o jogo amistoso entre Seleção Alagoana e Santos. Esse jogo contou com a presença de Pelé, então recém tri campeão do mundo pela Seleção Brasileira no Mundial do México. O primeiro gol do Trapichão foi de autoria do santista Douglas. O jogo foi ganho pelo Santos por 5 a 0, com 2 gols de Pelé, com um público de 45.865 presentes.
O Rei Pelé foi um dos 12 palcos do país que receberam jogos da Taça Independência em 1972, chamada na época de “Minicopa”. Recebeu dois jogos, França 2 x 0 África e Argentina 7 x 0 Concacaf.
A primeira edição oficial da história da Copa do Nordeste, em 1994, foi realizada inteiramente em Alagoas, com todos os jogos ocorrendo no Rei Pelé a partir das quartas de final. A decisão foi disputada entre CRB e Sport, com empate sem gols e título do rubro-negro pernambucano nos pênaltis.
Em 2000 e 2001, junto com o Estádio Almeidão (João Pessoa-PB), sediou a Copa dos Campeões, competição nacional organizada pela CBF, sendo palco da final de partida única em 2000 (Palmeiras 2 a 1 Sport) e do segundo jogo da final de 2001 (Flamengo 2 a 3 São Paulo; Flamengo campeão pelo agregado: 7 a 6).
Em 2010, Pelé colocou os pés na calçada da fama do estádio ao lado de Douglas, que fez o primeiro gol no estádio.
Em 2017, a Série C do Campeonato Brasileiro, o primeiro título nacional do futebol alagoano, foi conquistada no Trapichão, com o empate sem gols entre CSA e Fortaleza. O público foi de 17.809 torcedores.

### Seleção Brasileira
O time principal do Brasil jogou três vezes no maior estádio alagoano, com 1 vitória e 2 empates. O principal jogo foi em 2004, pelas Eliminatórias da Copa do Mundo de 2006, na 10ª rodada, um empate sem gols com a Colômbia.
O estádio também recebeu dois jogos da Seleção Olímpica (2 vitórias, incluindo partida com Bebeto e Romário em 1988) e um da Seleção Feminina, vitória com Marta em campo – num 3 x 0 sobre o Chile, em 2011, com um gol da Rainha.

#### Jogos da seleção principal
- 23 de setembro de 1981 – Brasil 6 x 0 Irlanda (36.982 pessoas, amistoso)
- 8 de agosto de 1993 – Brasil 1 x 1 México (18.788 pessoas, amistoso)
- 13 de outubro de 2004 – Brasil 0 x 0 Colômbia (20.000 pessoas, Eliminatórias da Copa 2006)

### Rainha Marta
O projeto de lei ordinária nº 03/2019, de autoria do deputado Antonio Albuquerque (PTB) propõe a alteração do nome do “Estádio Rei Pelé” para “Rainha Marta”, devido à sua representatividade para o Estado.

Não houve apreciação do governador Renan Filho e o projeto está engavetado desde 2020.